# Angiostatina

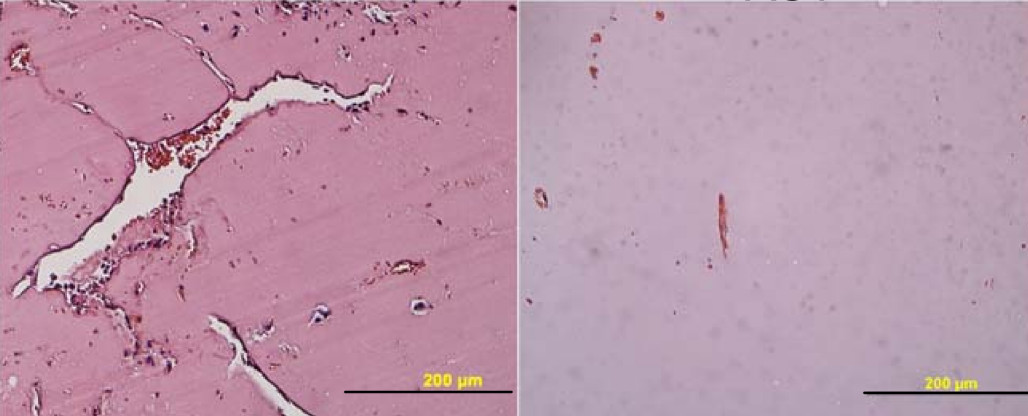
La angiostatina previene la angiogénesis inducida por sarcoma.

La angiostatina es una proteína encontrada en varias especies animales, incluyendo humanos. Es un inhibidor endógeno de la angiogénesis (i.e., bloquea el crecimiento de nuevos vasos sanguíneos), y es actualmente utilizada en ensayos clínicos para su uso en terapias contra el cáncer.

## Estructura
La angiostatina es un fragmento de 38 kDa una proteína de mayor tamaño, la plasmina (un fragmento de plasminógeno) conformando tres a cinco módulos con dominios Kringle contiguos. Cada módulo contiene dos pequeñas láminas beta y tres enlaces disulfuro.

## Síntesis
La angiostatina es producida, por ejemplo, por escisión autoproteolítica  del plasminógeno, involucrando la reducción de enlaces disulfuro extracelulares por la fosfoglicerato quinasa. Además la angiostatina puede ser escindida de plasminógeno por diferentes metaloproteinasas (MMPs), tales como la elastasa, antígeno específico de próstata (PSA), serín proteasa de 13 KD , endopeptidasa de 24KD.

## Actividad biológica
La angiostatina es conocida por unirse a muchas proteínas, especialmente a angiomotina y ATP sintasa de superficie de células endoteliales, también a integrinas, anexina II, receptores C-met, proteoglicanos NG2, activador de plasminógeno tipo tejido, condroitín sulfato de proteoglicanos, y CD26.
Además, los pequeños fragmentos de angisotatina pueden unirse a varias otras proteínas. Todavía hay cierta incertidumbre sobre su mecanismo de acción, pero parece implicar la inhibición de la migración de células endoteliales, la proliferación y la inducción de la apoptosis. Se ha propuesto que la actividad de la angiostatina está relacionada, entre otras cosas, para el acoplamiento de sus propiedades mecánicas y redox.